# FoxPlan
Vous pouvez aider à l'améliorer ou bien discuter des problèmes sur sa page de discussion.
- Certaines informations devraient être mieux reliées aux sources mentionnées dans la bibliographie ou les liens externes. Améliorez sa vérifiabilité en les associant par des références. (Marqué depuis novembre 2024)
- Il ne présente actuellement aucune catégorie. Cela empêche d'y accéder ou de le retrouver simplement. Vous pouvez nous aider en le catégorisant. (Marqué depuis novembre 2024)
- Son ton est trop promotionnel ou publicitaire, voire hagiographique. Le texte doit adopter un ton neutre et encyclopédique. (Marqué depuis novembre 2024)

FoxPlan est un logiciel français de gestion de projet et de collaboration, conçu pour répondre aux besoins des équipes en entreprise dans divers secteurs. Créé en 2019, FoxPlan propose une solution complète pour planifier, suivre et gérer des projets de manière centralisée, tout en optimisant l'allocation des ressources et la communication d'équipe.

## Caractéristiques principales
FoxPlan se distingue par une série de fonctionnalités qui facilitent la gestion de projets complexes, tout en restant accessible aux entreprises moyennes. Parmi ses principales caractéristiques :
- Planification de projet : Permet la création de plans détaillés intégrant des jalons, des dépendances et des échéances.
- Gestion de portefeuille de projets : Agrège un ensemble de projets dans un portefeuille pour en produire une vision synthétique.
- Gestion des ressources : Offre des outils pour allouer et équilibrer les ressources en fonction des priorités et de la capacité des équipes.
- Rapports et tableaux de bord personnalisables : Fournit une vue d'ensemble claire des performances et des progrès des projets.
- Collaboration en temps réel : Intègre des outils de communication pour faciliter le travail d'équipe et la transparence entre les parties prenantes.
- Intégrations : Compatible avec divers logiciels tiers et API pour une intégration fluide dans l'écosystème logiciel existant.

## Origine et développement
FoxPlan a été développé en France par Gilles Kieffer, avec pour ambition de proposer une alternative locale, efficace et ergonomique aux grandes plateformes internationales. Le logiciel est le fruit d’une réflexion sur les défis rencontrés par les entreprises françaises et européennes dans la gestion des projets, notamment en termes de pilotage de leur plan capacitaire.
Depuis son lancement en 2019, FoxPlan a évolué pour intégrer des fonctionnalités avancées, telles que le plan capacitaire des ressources ou encore le suivi de la performance d'un portefeuille de projets, qui répondent aux besoins croissants des entreprises dans un contexte numérique en pleine mutation.

## Adoption et réception
En tant que solution française, FoxPlan a gagné en popularité auprès des entreprises locales, notamment dans les secteurs de l'industrie manufacturière, des laboratoires pharmaceutiques, de l'énergie ou du transport. Il est également adopté par des organisations internationales recherchant une alternative européenne aux logiciels dominants sur le marché.[réf. nécessaire]
FoxPlan a été salué pour :
- Sa convivialité et son interface intuitive.
- Son approche modulaire, permettant aux entreprises de personnaliser les fonctionnalités selon leurs besoins.
- Son engagement à respecter les normes de sécurité et de confidentialité européennes (RGPD)

## Comparaison avec d'autres outils
FoxPlan est souvent comparé à des logiciels tels que Microsoft Project, Sciforma, Planview, Clarity, mais il se différencie par :
- Son interface facile à adopter
- Son paramétrage et sa mise en route rapide
- Son hébergement français et souverain
- Son paramétrage complet
- Son modèle adapté aux entreprises européennes

## Licence et modèle économique
FoxPlan est proposé sous un modèle SaaS, Souverain ou on-premise. Le logiciel est disponible en plusieurs langues.